# Národní institut dětí a mládeže
Národní institut dětí a mládeže Ministerstva školství, mládeže a tělovýchovy byl účelovou odbornou příspěvkovou organizací přímo podřízené MŠMT za účelem státní podpory a ochrany dětí a mládeže. Byl vytvořen zřizovací listinou č.j.: 18 316/2005-51 dne 1. července roku 2004 a zanikl sloučením s Národním institutem pro další vzdělávání 1. ledna 2014.

## Historie
Dne 9. května 2011 se změnil název instituce na Národní institut dětí a mládeže Ministerstva školství, mládeže a tělovýchovy, zařízení pro další vzdělávání pedagogických pracovníků a školské zařízení pro zájmové vzdělávání.

## Činnost
Hlavními činnostmi organizace byla komplexní metodická podpora subjektů působících v oblasti zájmového a neformálního vzdělávání včetně volnočasového; dále pak vzdělávání pedagogických pracovníků školských zařízení a výzkum v oblastech volného času dětí a mládeže. Ambicí bylo stát se českým národním centrem neformálního vzdělávání.

## Finance
V roce 2006 spravoval NIDM majetek v hodnotě 140 291 000 Kč. V témže roce skončil ve ztrátě takřka 1,5 miliónů korun, a tak nebylo možno financovat mzdy za prosinec 2006. Průměrný hrubý měsíční plat v roce 2007 dosahoval 20 195 Kč.